# لیندا بنگتسون
لیندا بنگتسون (انگلیسی: Linda Bengtsson؛ زادهٔ ۱۲ فوریهٔ ۱۹۸۸) بازیکن فوتبال اهل سوئد است.
از باشگاه‌هایی که در آن بازی کرده‌است می‌توان به دیوری گردن اشاره کرد.